# مرونة إنتاج
مرونة الإنتاج
(بالإنجليزية: Output elasticity)‏
هو مصطلح اقتصادي للعلاقة بين المدخلات والمخرجات.
(بالإنجليزية: Output elasticity)‏

## تعريف
تمثل مرونة الإنتاج النسبة المئوية للتغير في الإنتاج (الناتج المحلي الإجمالي أو إنتاج شركة واحدة) مقسوما على النسبة المئوية للتغير في المدخلات أو (متوسط الناتج لعنصر الإنتاج المعني بالتغيير).

## الصيغة الرياضية
بشكل عام تكتب الصيغة الرياضية لتابع مرونة الإنتاج بالشكل :

{\displaystyle E_{Q}={\frac {\partial Q}{\partial {\textbf {x}}}}\cdot {\frac {\textbf {x}}{Q}}} 

حيث:

x: تمثل المدخلات

Q: تمثل المخرجات